# Сенджариан
Сенджариан (перс. سنجریان‎) — село на севере Ирана, в остане Тегеран. Входит в состав шахрестана Пардис. Является частью дехестана (сельского округа) Гольхендан бахша Бумехен.

## География
Село находится в центральной части остана, на правом берегу реки Джаджаруд, на расстоянии приблизительно 5 километров (по прямой) к юго-западу от города Пардис, административного центра шахрестана. Абсолютная высота — 1394 метра над уровнем моря.

## Население
По данным переписи 2006 года население села составляло 361 человек (184 мужчины и 177 женщин). В Сенджариане насчитывалось 95 домохозяйств. Уровень грамотности населения составлял 54 %. Уровень грамотности среди мужчин составлял 60,1 %, среди женщин — 46,9 %.
В 2016 году в селе имелось 60 домохозяйств и проживало 172 человека (91 мужчина и 81 женщина).